# Лайонел Емметт
Лайонел Емметт (8 січня 1913 — 9 серпня 1996) — індійський хокеїст на траві.
Олімпійський чемпіон 1936 року.